# Aston Upthorpe
 (septembre 2023).
Aston Upthorpe est une paroisse civile et un village de l'Oxfordshire, en Angleterre.